# Eucharis (Schauspielerin)
Eucharis (altgriechisch Εὔχαρις), auch Licinia Eucharis, war eine römische darstellende Künstlerin in der Endzeit der Römischen Republik. Die einzige antike Quelle für ihr Leben ist die in Rom gefundene Grabinschrift, die ihr von ihrem nicht namentlich genannten Vater gesetzt wurde, nachdem sie mit 14 Jahren verstorben war.

## Text der Inschrift
Diese lateinische Inschrift befindet sich auf einer heute im Pontificio Istituto di Archeologia Cristiana in Rom aufbewahrten Marmortafel und wird – vorwiegend nach sprachlichen Kriterien – etwa in die Mitte des 1. Jahrhunderts vor Christus datiert. Auf zwei einleitende Zeilen mit der Angabe des Namens und des Alters der Verstorbenen folgt ein Grabgedicht in 20 Versen, genauer: in jambischen Senaren.
Eucharis Liciniae l(iberta)

docta erodita omnes artes virgo vixit an(nos) XIIII

heus oculo errante quei aspicis leti domus,

morare gressum et titulum nostrum perlege,

amor parenteis quem dedit natae suae,

ubei se reliquiae conlocarent corporis.

(5) heic viridis aetas cum floreret artibus

crescente et aevo gloriam conscenderet,

properavit hora tristis fatalis mea

et denegavit ultra veitae spiritum.

docta erodita paene Musarum manu,

(10) modo nobilium ludos decoravi choro

et Graeca in scaena prima populo apparui.

en hoc in tumulo cinerem nostri corporis

infestae Parcae deposierunt carmine.

studium patronae, cura, amor, laudes, decus

(15) silent ambusto corpore et leto tacent.

reliqui fletum nata genitori meo

et antecessi, genita post, leti diem

bis hic septeni mecum natales dies

tenebris tenentur Ditis aeterna domu.

(20) rogo, ut discedens terram mihi dicas levem.
Eucharis, die Freigelassene der Licinia, ein unverheiratetes Mädchen,

das in jeder Hinsicht gebildet und gelehrt war, lebte 14 Jahre.

Ach, während du mit wanderndem Blick auf das Haus des Todes blickst,

bleibe stehen und lies, was in meiner Grabinschrift geschrieben steht,

welche die Liebe des Vaters seiner Tochter schenkte,

wo die Überreste ihres Körpers begraben liegen.

(5) Hier kam, als mein junges Leben in den Künsten

und mit zunehmendem Alter Ruhm erlangte,

die traurige Stunde des Todes über mich

und verwehrte mir den weiteren Atem des Lebens.

Ich wurde wie von den Händen der Musen erzogen und unterrichtet.

(10) Ich schmückte mit meinen Tänzen die Feste des Adels

und trat erstmals in einem griechischen Theaterstück vor dem einfachen Volk auf.

Doch sieh: in dieses Grab haben die widrigen Parzen 

die Asche meines Körpers gelegt. 

Die Förderer des Lernens – Hingabe, Leidenschaft, Lob, Ehre –

(15) schweigen angesichts des verbrannten Leichnams und des Todes.

Als sein Kind habe ich meinem Vater die Klage hinterlassen, 

obwohl nach ihm geboren, bin ich ihm im Todestag vorausgegangen.

Meinen vierzehnten Geburtstag begehe ich jetzt hier

im Dunkel des ewigen Hauses des Dis.

(20) Ich bitte dich, wenn du gehst, wünsche, dass die Erde leicht auf mir liege.

## Leben der Eucharis
Eucharis trägt einen sprechenden Namen, er bedeutet die Anmutige. Somit ist anzunehmen, dass es nicht ihr eigentlicher, sondern ihr Künstlername war, der jedoch den echten Namen mit der Zeit überlagert hatte. 
Zunächst wird die Ausbildung und die damit verbundene Kunstfertigkeit der Eucharis hervorgehoben und gelobt, ihr Können sei „wie die der Musen selbst“. Dann richtet sie sich selbst mit ihren eigenen Worten an die Leser der Inschrift und berichtet davon, dass sie zunächst nur bei Veranstaltungen der Vornehmen aufgetreten sei und „trat erstmals in einem griechischen Theaterstück vor dem einfachen Volk auf“. Manchmal wurde diese Aussage dahingehend falsch interpretiert, dass Eucharis damit behauptete, die erste Mimus-Darstellerin in Rom gewesen zu sein. Vielmehr gab es bereits seit dem 3. Jahrhundert v. Chr. Darstellerinnen solcher Rollen in Rom. Möglich ist jedoch, dass zu ihrer aktiven Zeit neue Spielformen aus Alexandria übernommen wurden. Gemeint ist aber, dass sie erst nachdem sie zu Erfolgen und Bekanntheit in Aufführungen bei der Oberschicht gekommen war, auch vor dem einfachen Volk aufgetreten war. Die Inschrift preist genau diesen Erfolg der jungen Darstellerin bei den Aufführungen für die Oberschicht und stellt insbesondere ihr tänzerisches Können auf einem hohen Niveau heraus. Darüber hinaus dürfte sie vor allem als Teil des Chors gewirkt haben.
Eucharis war damit nicht zu den üblichen Schauspielerinnen der römischen Antike zu rechnen, die üblicherweise keine angesehenen Personen der Gesellschaft waren, sondern zumeist auf einer Stufe mit Prostituierten gesehen wurden. Bei ihren Auftritten handelte es sich im Allgemeinen also nicht um öffentlich aufgeführte Stücke, die meist von den Prätoren veranstaltet wurden und bei denen etwa das Ablegen der Kleidung weiblicher Miminnen auf Publikumswunsch hin der Standard und sexuelle Handlungen normal waren, sondern um im privaten Rahmen der Oberschicht durchgeführte Aufführungen. Hierbei betrifft das privat allerdings eher den Finanzierungsrahmen als den Ort der Aufführung, der durchaus oft öffentlich war, da auch das Private in der römischen Gesellschaft oft eine politische und damit öffentliche Komponente hatte. Somit konnten derartige Aufführungen bei vielfältigen, aber zumeist öffentlichkeitswirksamen, Gelegenheiten passiert sein. So etwa beim Erfüllen von Gelübden, bei Triumphfeiern oder bei der Weihung von Tempeln, die aus der Beute von Feldzügen finanziert wurden.
Eucharis war eine Freigelassene einer Römerin namens Licinia. Zu welchem Familienzweig der Licinier sie gehörte, ist unklar. Ebenso geht aus der Inschrift weder der Zeitraum noch der Grund der Freilassung hervor. Eine Freilassung in so frühen Jahren war in jedem Falle ungewöhnlich und hing womöglich mit einer Erkrankung und dem absehbaren Tod der jungen Schauspielerin zusammen. Aus der Römischen Republik sind nur vergleichsweise wenige Namen von Schauspielerinnen überliefert, neben Eucharis noch Antiodemis, Arbuscula, Bacchis, Dionysia, Emphasis, Fabia Arete, Galeria Copiola, Sammula, Lucceia, Tertia und Volumnia Cytheris. Und von diesen waren wiederum wenige wie Eucharis, Fabia Arete und die dafür legendäre Arbuscula einer anspruchsvolleren Unterhaltung zuzurechnen.

## Einzelbelege
1. ↑  CIL 1, 1214 = CIL 6, 10096
2. ↑  Franz Bücheler (Hrsg.): Carmina Latina Epigraphica. Band 1 (= Anthologia Latina sive poesis Latinae supplementum. Pars posterior ... fasciculus 1). B. G. Teubner, Leipzig 1895, Nr. 55 (lateinisch).
3. ↑  Paolo Cugusi: Ricezione del codice epigrafico e interazione tra carmi epigrafici e letteratura latina nelle età repubblicana e augustea. In: Peter Kruschwitz (Hrsg.): Die metrischen Inschriften der römischen Republik. Walter de Gruyter, Berlin 2007, ISBN 978-3-11-018483-9, S. 1–61, hier S. 34–35, 54–55 (italienisch).
4. ↑  Wilhelm Pape: εὔχαρις. In: Handwörterbuch der griechischen Sprache. Griechisch-deutsches Handwörterbuch. Bearbeitet von Maximilian Sengebusch. 3. Auflage, 6. Abdruck. Vieweg & Sohn, Braunschweig 1914, S. 1108 (zeno.org).

| Personendaten    | Personendaten                  |
| ---------------- | ------------------------------ |
| NAME             | Eucharis                       |
| KURZBESCHREIBUNG | antike römische Schauspielerin |
| GEBURTSDATUM     | 1. Jahrhundert v. Chr.         |
| STERBEDATUM      | 1. Jahrhundert v. Chr.         |